# Che aereo stupendo... la speranza
Che aereo stupendo... la speranza è il sesto album in studio de I Camaleonti pubblicato in Italia nel 1976.

## Il disco
Tutte le canzoni sono scritte da Ermanno Capelli per i testi e da Antonio Cripezzi per le musiche, tranne Cuore di vetro, scritta da Giancarlo Bigazzi e Totò Savio.
Quest'ultimo brano, qualche mese prima dell'uscita dell'album, aveva partecipato al Festival di Sanremo 1976, classificandosi al decimo posto.

## Tracce
Lato A
1. Sconfinate fortune – 6:19
2. Fantasia – 5:13
3. Cavalli con le ruote – 4:53
4. Semaforo rosso – 6:29

Lato B
1. Cuore di vetro – 3:55
2. Senza rancore – 6:14
3. Latte & caffè – 4:05
4. Che aereo stupendo... la speranza – 7:50

## Formazione
- Livio Macchia: voce, chitarra
- Antonio Cripezzi: voce, tastiere
- Dave Sumner: chitarre
- Paolo de Ceglie: batteria
- Gerry Manzoli: basso